# تراخيص تدريب الاتحاد الأوروبي
تراخيص تدريب الاتحاد الأوروبي لكرة القدم هي وثائق تشهد على مؤهلات مدربي كرة القدم/المدربين الرياضيين بين أعضاء الاتحاد الأوروبي لكرة القدم. تفرض الهيئة المؤطرة لكرة القدم في أوروبا عدة تراخيص، كل منها صالحة للتدريب على مستوى معين. وتشمل هذه التراخيص ترخيص يويفا برو، وترخيص يويفا أ، وترخيص يويفا أ. تصدر هذه التراخيص عن اتحاد كرة القدم في كل دولة عضو في الاتحاد الأوروبي لكرة القدم وهي صالحة لمدة ثلاث سنوات.

## رخصة يويفا برو
رخصة يويفا برو (بالإنجليزية: UEFA Pro)‏ هي أعلى شهادة تدريب متاحة في أوروبا وتتبع عمومًا استكمال رخصتي "ب" و"أ".  رخصة "برو" مطلوبة لأي شخص يرغب في تدريب فريقٍ لكرة القدم في المستوى الأعلى من نظام الدوري في أي دولة أوروبية على أساس دائم، أي أكثر من 12 أسبوعًا (المدة التي يُسمح فيها للمدرب المؤقت غير المؤهل بتولي القيادة). كما أن هذه الرخصة مطلوبة أيضًا لإدارة المباريات في دوري أبطال أوروبا والدوري الأوروبي ودوري المؤتمرات الأوروبي.

## رخصة يويفا أ
رخصة يويفا أ (بالإنجليزية: UEFA A)‏ هي أقل بمستوى واحد من رخصة يويفا أ، وتسمح لحامليها بأن يكونوا مدربين رئيسيين لفرق الشباب حتى سن 18 عامًا، وفرق الاحتياطي (المعروفة أيضًا باسم فرق "B") لأندية الدرجة الأولى، وأندية الدرجة الثانية الاحترافية للرجال.

## رخصة يويفا ب
رخصة يويفا ب (بالإنجليزية: يويفا ب)‏ هي أقل بمستوى واحد من رخصة يويفا أ، وتسمح لحامليها بأن يكونوا مدربين رئيسيين لأندية الهواة، وفرق الشباب حتى سن 16 عامًا، ومدربين مساعدين للأندية المحترفة.

## أنظر أيضًا
- شهادة التدريب الإحترافي للاتحاد الآسيوي لكرة القدم: رخصة التدريب من الاتحاد الآسيوي لكرة القدم التي تعادل رخصة يويفا برو.[7]
- مدرب كرة قدم

## روابط خارجية
- UEFA
- UEFA coach education
- The Knowledge - Coaching Corner - How does the coaching badge system work? at The Telegraph, 5 December 2005.